# Tanagra (cité antique)
Pour les articles homonymes, voir Tanagra.
Tanagra (en grec ancien Τάναγρα / Tánagra) est une ancienne cité grecque de Béotie, à 20 km à l'est de Thèbes, près de la frontière avec l'Attique.
Elle est rasée par sa voisine Thèbes dans les années 370-360 av. J.-C., puis reconstruite.
Son nom a été repris par un village moderne situé à quelques kilomètres du site, appelé Bratsi (Μπράτσι) jusqu'en 1912, puis Vratsi (Βράτσι) jusqu'en 1915, ainsi que par le dème (municipalité) de Tanagra.

## Origine mythologique
Dans la mythologie grecque, Tanagra était une fille du dieu fleuve Asopos et de la naïade Métope. D'abord séduite par Arès, elle épouse finalement Poémandre, fondateur de la cité de Tanagra qu'il nommera en l'honneur de son épouse, et dont les habitants participent à la guerre de Troie. 

## Histoire
Tanagra est le lieu de l'affrontement entre Athènes et la Ligue du Péloponnèse en 457 av. J.-C. C'est là que se réunissent les Béotiens avant la bataille de Délion, en 422-423 av. J.-C.
Après la conquête de la Grèce par l'Empire romain, Tanagra et Thespies sont les seules cités de Béotie à conserver le statut de villes libres. Les fouilles menées en 2000-2002 par une équipe conjointe de l'université de Leyde et de l'université de Ljubljana sur les sites antiques de Tanagra et Dervenochoria révèlent plusieurs petits cimetières ruraux de l'époque classique et villas romaines. La production constante de céramique de bonne qualité, pour le stockage et l'usage domestique, suggère une économie agricole prospère basée sur l'exportation d'huile d'olive.
Les invasions barbares du IIIe siècle av. J.-C. incitent les habitants à réparer leurs remparts, couvrant une enceinte fortifiée d'une trentaine d'hectares.

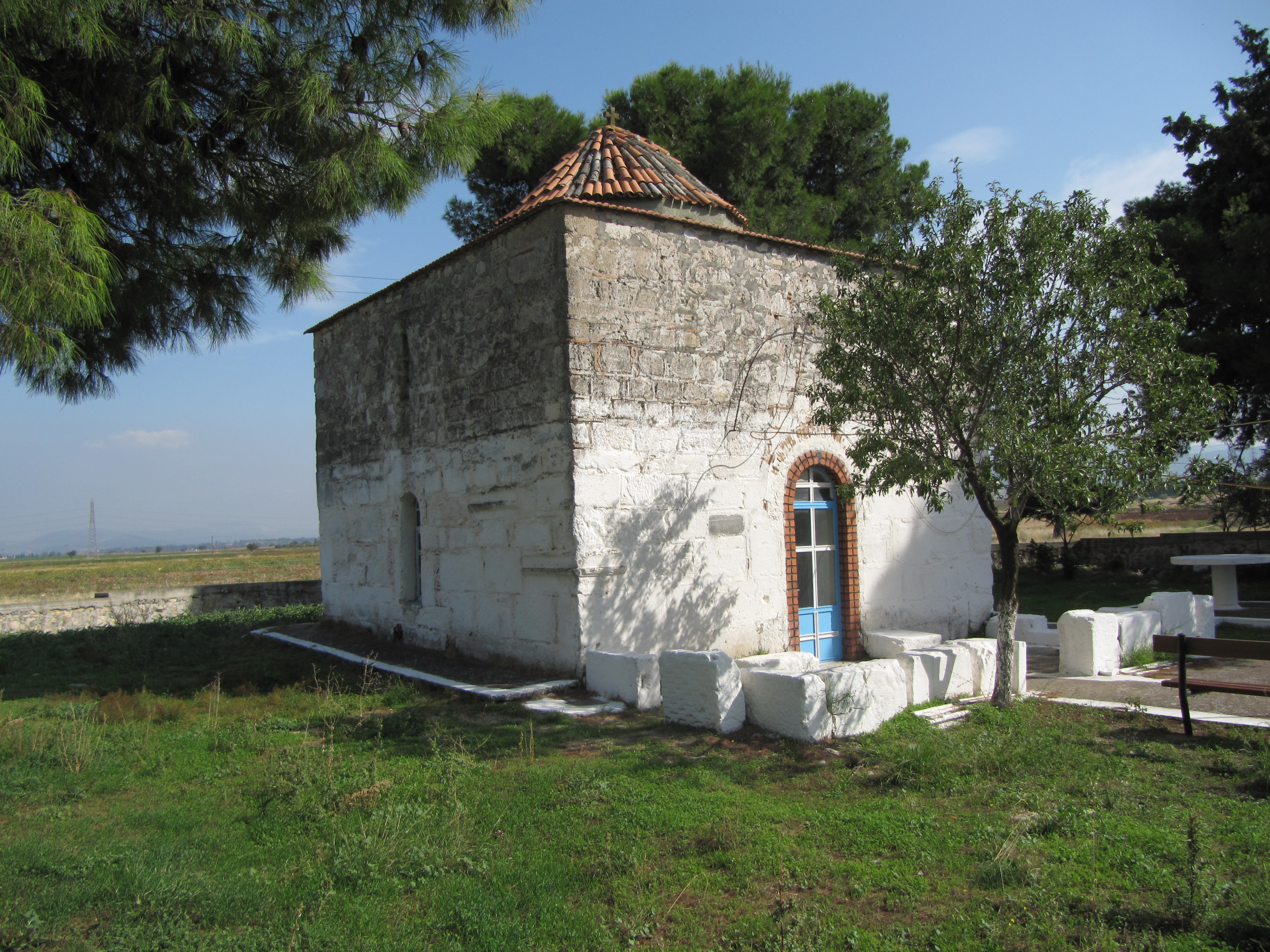
Chapelle d'Ágios Thomás en 2009.

La cité de Tanagra est pratiquement abandonnée au cours des VIe et VIIe siècles et l'activité se déplace vers un site centré sur l'église d'Ágios Thomás qui récupère en réemploi des marbres d'autres sites de la région.
L'activité de la forteresse byzantine et franque d'Ágios Thomás décline au XIVe siècle du fait de la Peste noire et des guerres incessantes entre Byzantins, Francs et Ottoman ; la région est alors repeuplée par des colons albanais. Après un abandon total du site entre la fin du XIVe siècle et la fin du XVIe siècle, un modeste hameau est construit dans la zone de l'acropole ; il est lui-même abandonné dans la première moitié du XVIIIe siècle, les habitants rejoignant vraisemblablement le village de Liatani (rebaptisé Ágios Thomás en 1929).
En 1985, une équipe d'archéologues du Royal Canadian Institute entreprend l'étude du site de Grimada, correspondant à l'antique Tanagra ; elle reconnaît des vestiges de l'époque hellénistique et romaine et le début de la route qui menait à Délion, le port antique de Tanagra. La même année, une équipe de l'université Stanford explore la région de Dervenochoria et identifie une vingtaine de sites allant de l'âge du bronze ancien à la période franque.

## Figurines de Tanagra

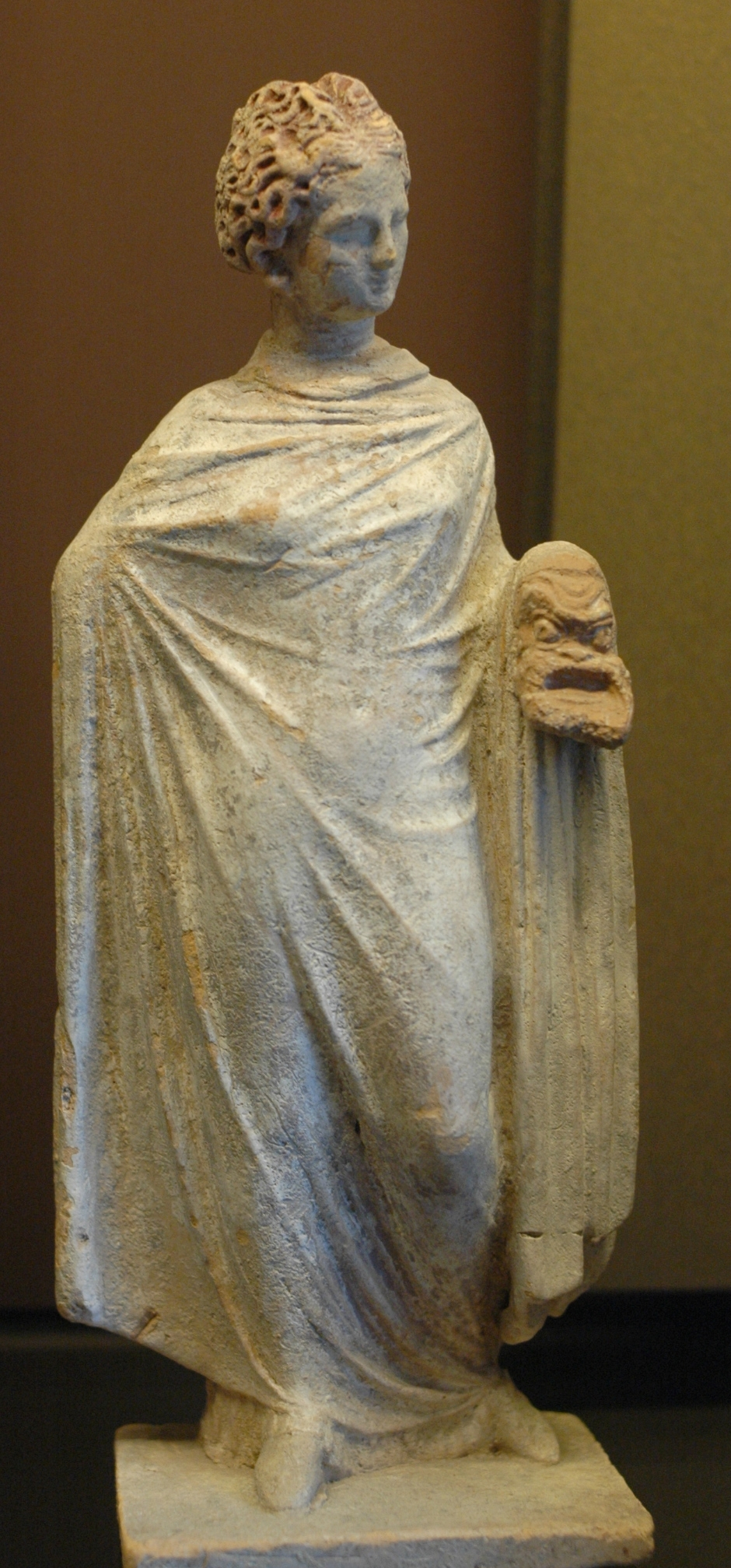
Femme tenant un masque de théâtre, figurine de Tanagra, vers 325-300 avJC

Les terres cuites grecques dites « tanagréennes » ont été en vogue dans le monde grec depuis la fin du IVe siècle av. J.-C. jusqu'à la fin du IIIe siècle apr. J.-C.
Des œuvres furent l'objet d'un engouement immédiat, tant de la part des archéologues que des collectionneurs. La première collection entra au musée du Louvre dès 1872.
Ces statuettes en terre cuite étaient le plus souvent peintes, et reflétaient les modes vestimentaires de l'époque.
Il s'en fabriqua aussitôt de fausses, dans le même temps qu'on faisait une découverte similaire à Myrina, dans l'actuelle Turquie. Puis ce fut Cyrène, en Libye, et Alexandrie, en Égypte.